# Arthrostylidium canaliculatum
Arthrostylidium canaliculatum är en gräsart som beskrevs av Stephen Andrew Renvoize. Arthrostylidium canaliculatum ingår i släktet Arthrostylidium och familjen gräs.
Artens utbredningsområde är Bolivia. Inga underarter finns listade i Catalogue of Life.